# Алейда Марч
Алейда Марч (на испански: Aleida March, родена 1936 или 1937) е кубинска революционерка. Тя е втората жена на аржентинския революционер Че Гевара.
Държи правата на някои негови текстове, много от тях непубликувани. Тя е председател на Центъра за изучаване на Че Гевара (Centro de Estudios Che Guevara), намиращ се в къщата, която двамата с Че обитават в Хавана между 1959 и 1965 г.
Алейда се ражда в беден селски район на Санта Клара. Учи педагогика в университета в Санта Клара. Започва да се интересува от политика след нападението на организацията M-26-7 начело с Фидел Кастро над казармите Монкада през 1953 г. Става член на движението през 1956 г.
Запознава се с Че Гевара през октомври 1958 г., се влюбват един в друг почти моментално и заживяват заедно, макар Ернесто да е женен все още за Илда Гадеа и да има дъщеря от нея. След победата над Фулхенсио Батиста Илда и дъщеря ѝ се местят да живеят в Куба, където тя получава развод през май 1959 г. Веднага след това, на 9 юни 1959 г. Алейда и Ернесто сключват граждански брак в Хавана. Че Гевара иска малка сватба, без много шум и хора, но Раул Кастро научава за това и решава да направи от това голямо празненство.
Двамата имат 4 деца:
- Алейда Гевара (Aleida Guevara March), родена на 17 ноември 1960
- Камило Гевара (наречен на загиналия Камило Сиенфуегос, Camilo Guevara March), роден на 20 май 1962
- Селиа Гевара (Celia Guevara March), родена на 14 юни 1963
- Ернесто Гевара (Ernesto Guevara March), роден на 24 февруари 1965

След смъртта на съпруга си Алейда Марч води много затворен личен живот, далече от репортери, камери и журналисти. Едва през 2008 г., след многократни настоявания, тя се съгласява да напише и публикува книга за живота си с него от 1959 до 1965 г. (когато той заминава за Демократична република Конго и след това за Боливия, където намира смъртта си). Книгата се казва „Повикване на духа“ (Evocacion/Evocation: Mi vida al lado del Che).